# Носірі
Носірі (груз. ნოსირი) — село в Грузії.
За даними перепису населення 2014 року в селі проживає 796 осіб.